# Pałac w Sierakowie Śląskim
Pałac w Sierakowie Śląskim – zabytkowy pałac w miejscowości Sieraków Śląski.

## Historia
Obiekt  wybudowany w drugiej połowie XIX w. przez rodzinę von Klitzing. Od frontu główne wejście; nad nim we frontonie (naczółku) jest kartusz z herbem właścicieli von Klitzing. Pałac jest częścią zespołu pałacowego, w skład którego wchodzi jeszcze park.

## Galeria

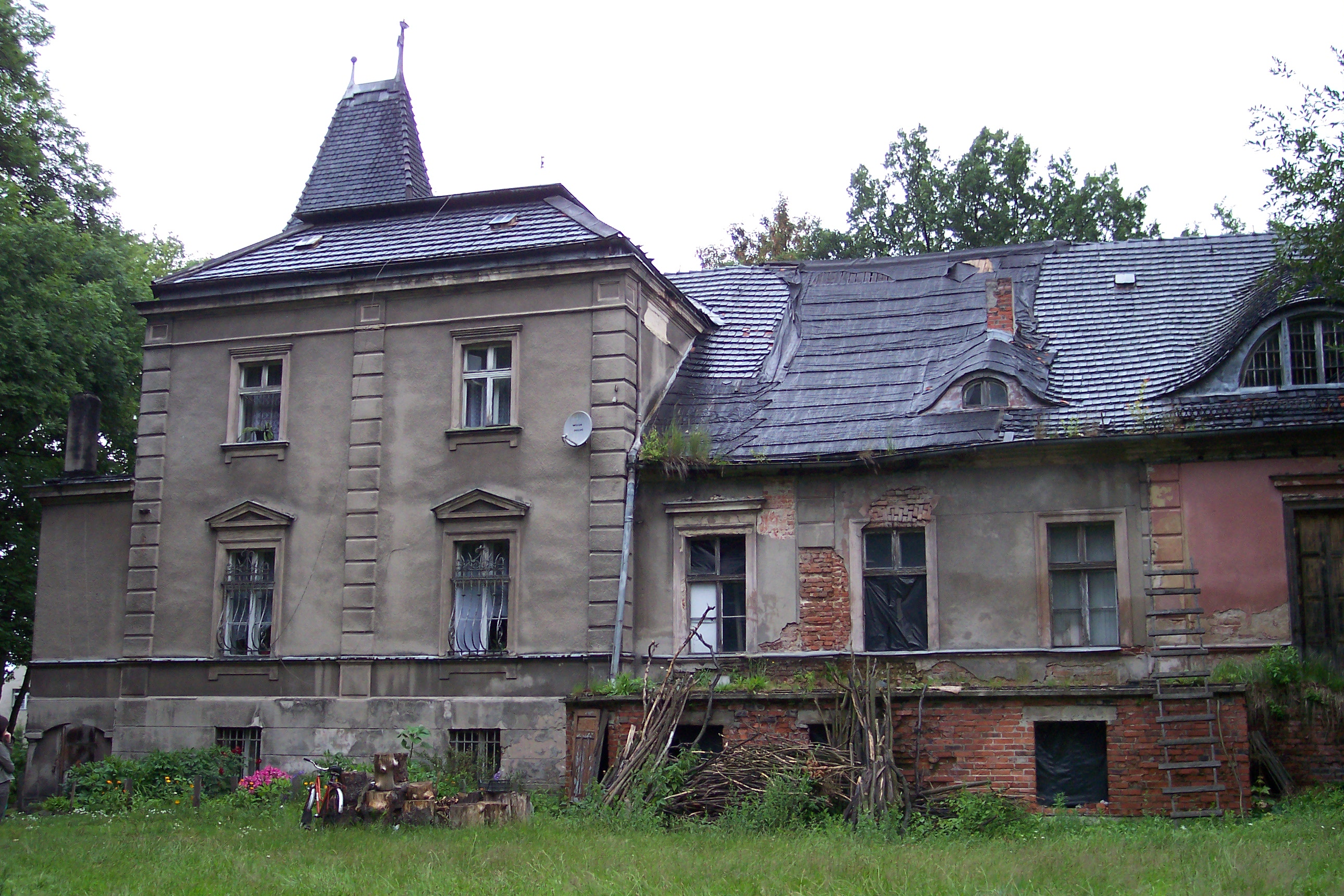
Pałac
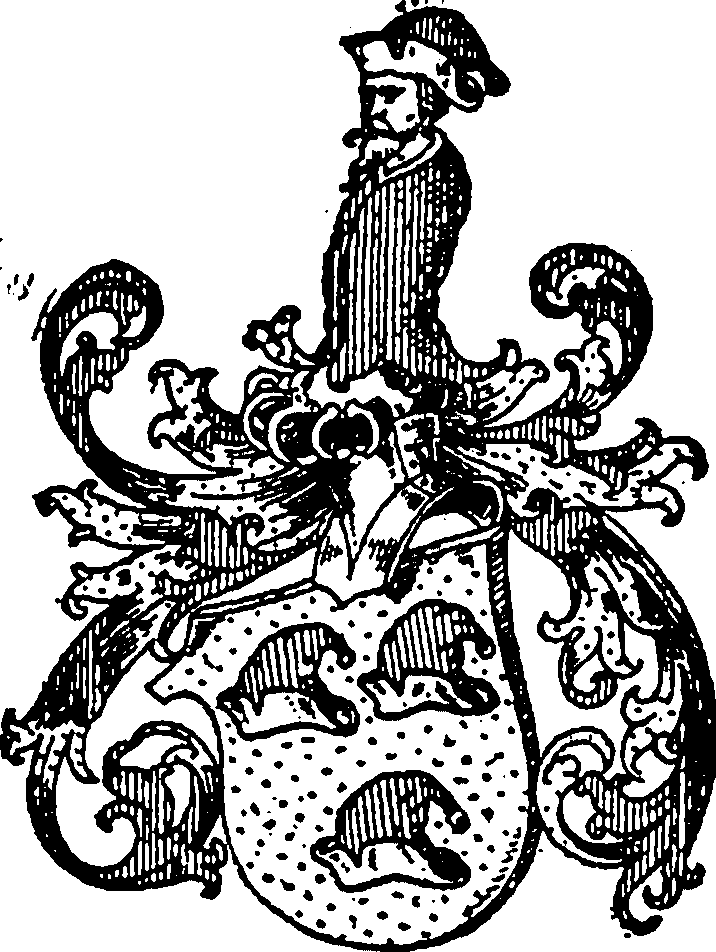
Herb von Klitzing